# Общество кинокритиков Детройта
Общество кинокритиков Детройта (англ. Detroit Film Critics Society) — организация кинокритиков, базирующаяся в Детройте, штат Мичиган, США. Оно было основано в 2007 году и состоит из более чем двадцати кинокритиков. Чтобы стать членом, критик должен был пересмотреть как минимум двенадцать фильмов в год в установленном издании, причем не более двух на одно опубликованное издание. Общество вручает ежегодные награды в конце года за лучшие фильмы предыдущего года.

## 2007

### Лучший фильм
«Старикам тут не место»
- «Скафандр и бабочка»
- «Джуно»
- «В диких условиях»
- «Нефть»

### Лучший режиссёр
Джоэл Коен и Итан Коэн — «Старикам тут не место»
- Пол Томас Андерсон — «Нефть»
- Тим Бёртон — «Суини Тодд, демон-парикмахер с Флит-стрит»
- Шон Пенн — «В диких условиях»
- Джейсон Райтман — «Джуно»
- Джулиан Шнабель — «Скафандр и бабочка»

### Лучший актёр
Джордж Клуни — «Майкл Клейтон»
- Матьё Амальрик — «Скафандр и бабочка»
- Дэниел Дэй-Льюис — «Нефть»
- Эмиль Хирш — «В диких условиях»
- Томми Ли Джонс — «Старикам тут не место»

### Лучшая актриса
Эллен Пейдж — «Джуно»
- Эми Адамс — «Зачарованная»
- Джули Кристи — «Вдали от неё»
- Марион Котийяр — «Жизнь в розовом цвете»
- Лора Линни — «Дикариs»

### Лучший актёр второго плана
Хавьер Бардем — «Старикам тут не место»
- Кейси Аффлек — «Как трусливый Роберт Форд убил Джесси Джеймса»
- Пол Дано — «Нефть»
- Хэл Холбрук — «В диких условиях»
- Том Уилкинсон — «Майкл Клейтон»

### Лучшая актриса второго плана
Тильда Суинтон — «Майкл Клейтон»
- Кейт Бланшетт — «Меня там нет»
- Кэтрин Кинер — «В диких условиях»
- Эмили Мортимер — «Ларс и настоящая девушка»
- Эми Райан — «Прощай, детка, прощай»

### Лучший актёрский состав
«Джуно»
- «Игры дьявола»
- «Ларс и настоящая девушка»
- «Официантка»
- «Зодиак»

### Лучший новичок
Диабло Коди — «Джуно»
- Никки Блонски — «Лак для волос»
- Майкл Сера — «Джуно» и «SuperПерцы»
- Сара Полли — «Вдали от неё»
- Эдриэнн Шелли — «Официантка»